# توكل

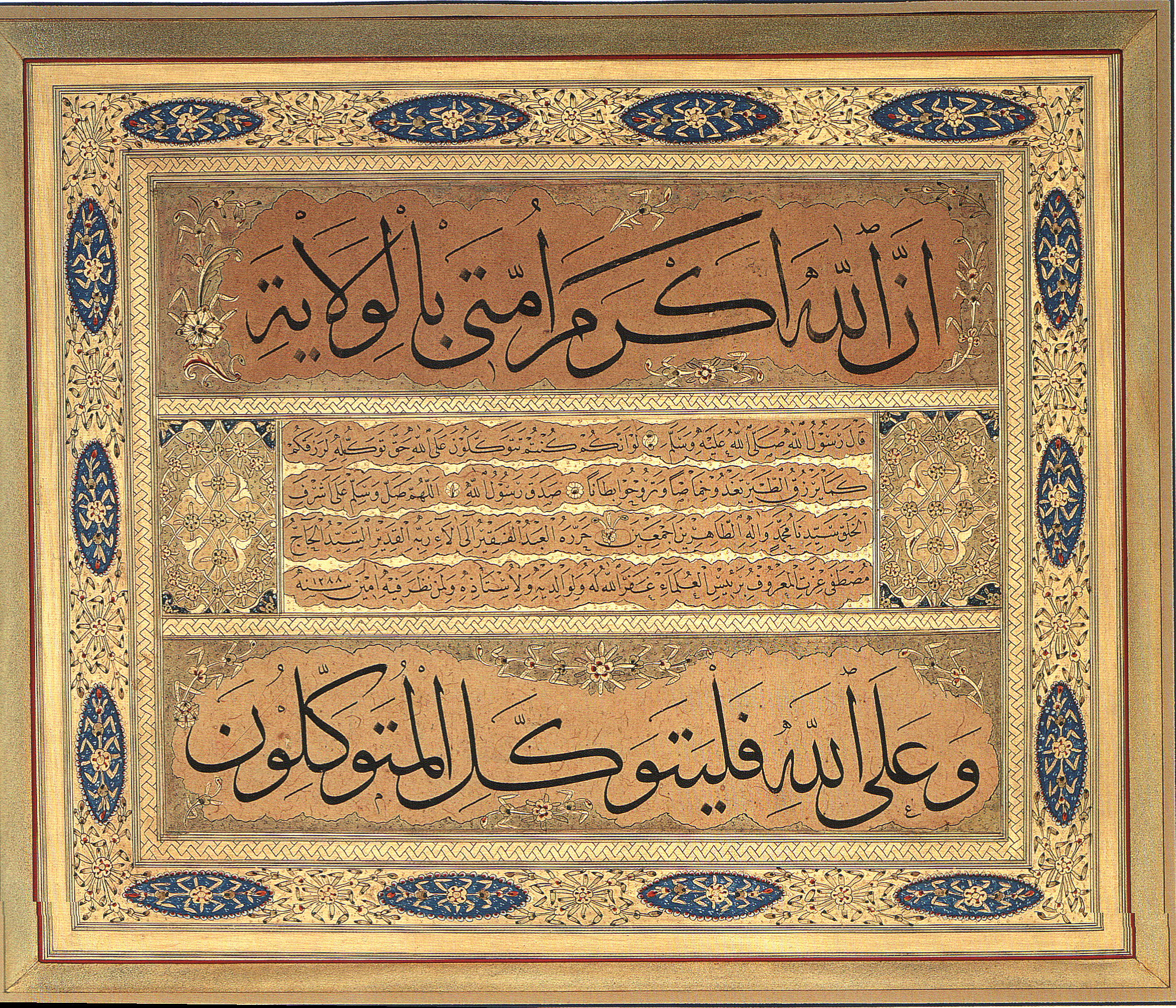

التوكل على الله هو اعتماد القلب على الله تعالى في استجلاب المصالح ودفع المضار، ومعناه: تفويض الأمر لله، والاستعانة به في جميع الأمور، وربط الأشياء بمشيئته، وهو: صفة إيمانية، ويقين، وثقة. والتوكل مقرون بالسعي والحركة، وعند مبادئ الأمور، و في سائر الأحوال. ولا يتحقق معناه بغير عمل، فمن أراد الرزق أو النجاح بذل الجهد متوكلًا على الله، وترك العمل تواكل وهو مذموم، قال الله تعالى: وَمَنْ يَتَوَكّلْ عَلَى اللّه فَهُو حَسْبُه.
| ﴿وَتَوَكَّلْ عَلَى الْحَيِّ الَّذِي لَا يَمُوتُ وَسَبِّحْ بِحَمْدِهِ وَكَفَى بِهِ بِذُنُوبِ عِبَادِهِ خَبِيرًا ۝٥٨﴾ [الفرقان:58] |
| —سورة الفرقان آية:58                                                               |

## مفهوم التوكل على الله
التوكل في اللغة معناه: تفويض، ثقة، اعتماد. ويقال: وكّل فلانًا أي: فوّضه ليقوم بأمرٍ ما نيابةً عنه. ولا يكون التوكيل -غالبًا- إلإ بسبب العجز. وقد ورد في القرآن الكريم والحديث النبوي ذِكر الأسماء الحسنى لله تعالى، ومنها: الوكيل. فهو سبحانه خالق كل شيءٍ، ورب كل شيءٍ، والقادر على كل شيءٍ، وهو مدبر جميع شؤون خلقه، وهو وحده المتصف بالكمال المطلق. فهو الصمد، وهو الكافي، وهو نعم الوكيل، فكل مخلوق مُعتمِدٌ عليه حتماً، وقد كلف اللّه تعالى كل مخلوق أن يتوكل عليه.

ومفهوم التوكل في الدين الإسلامي: تفويض الله تعالى، والاعتماد عليه، والثقة به. والالتجاء إليه في السراء، والضراء، وفي المنشط والمكره، وعند الشدة والرخاء، وعند الدخول والخروج، والنوم والاستيقاظ، وفي السعي والحركة. هو الاستعانة بالله وتفويضه في قضاء الأمور، والتوكل غير التواكل، فالأول طبعٌ محمودٌ، والثاني ممجوجٌ بل مكروهٌ. وفي الحديث
| توكل | عن عمربن الخطاب رضي الله عنه عن النبي صلى الله عليه وسلم قال: لو أنكم توكلون على الله حق توكله، لرزقكم كما يرزق الطير، تغدوا خماصا وتروح بطانا. حديث صحيح | توكل |

وقال سعيد بن الجبير: التوكل جماع الإيمان.

## يحب الله المتوكلين
قال تعالى: «إن الله يحب المتوكلين» فالتوكل: منزلٌ من منازل الدين، ومقامٌ من مقامات الموقنين، بل هو من معالي درجات المقربين، وأعظم مقامٍ موسومٍ بمحبة الله صاحبه. فمن كان الله تعالى حسبه وكافيه ومراعيه؛ فقد فاز الفوز العظيم. فإن المحبوب لا يُـعذَب ولا يُـبعَد ولا يُحجَب.

## المتوكل
هو الذي ترك الاختيار والتدبير في رجاء زيادةٍ، أو خوفٍ، أو نقصانٍ، أو طلب صحةٍ، أو فرارٍ من سقمٍ، وعلم أن الله على كل شيءٍ قديرٍ. الله سبحانه قد أمر العبد بأمرٍ وضمن له ضمانًا، فإن قام بأمره بالصدق والإخلاص والاجتهاد؛ قام الله سبحانه له بما ضمنه من الرزق، والكفاية، والنصر، وقضاء الحوائج.

## شواهد
| عن سعيد بن جبير قال: حدثني عبد الله بن عباس، قال: قال النبي صلى الله عليه وسلم: عرضت علي الأمم، فأخذ النبي يمر معه الأمة، والنبي يمر معه النفر، والنبي يمر معه العشرة، والنبي يمر معه الخمسة، والنبي يمر وحده، فنظرت فإذا سواد كثير، فقلت: يا جبريل! هؤلاء أمتي؟ قال: لا ولكن انظر إلى الأفق، فنظرت فإذا سواد كثير، قال: هؤلاء أمتك، وهؤلاء سبعون ألفا قدامهم لاحساب عليهم ولا عذاب. قلت: ولم؟ قال: كانوا لا يكتوون، ولا يسترقون، ولا يتطيرون، وعلى ربهم يتوكلون. فقام إليه عكاشة بن محصن فقال: ادع الله أن يجعلني منهم! قال: اللهم اجعله منهم، ثم قام إليه رجل آخر فقال: ادع الله أن يجعلني منهم! قال: سبقك بها عكاشة |
| —فتح الباري |

توضيح معنى الحديث
إحدى معجزات النبي صلى الله عليه وسلم وهي: الإِخبار بما كشف له من حال الأمم يوم القيامة، حيث رأى أمته يتقدمهم سبعون ألفًا يدخلون الجنة بغير حسابٍ، ومن صفاتهم:
1*لا يكتوون: الكي: التداوي بجمرة أو حديدة محماة يوسم بها الجلد. وفي الحديث (شفاء أمتي في ثلاث: شربة بعسل أو شرطة بمِحجم أو كية بنار ولا أحب أن أكتوي).
2*لا يسترقون: الرقية: التداوي بالقران والمأثور.
3*لا يتطيرون: الطِيرة: التشاؤم الذي كان في الجاهلية. مثل اعتقاد أن صوت البوم سببٌ في وقوع شرٍ، وهي معتقداتٌ فاسدةٌ أبطلها الإسلام.
4*وعلى ربهم يتوكلون: في جميع أمورهم،
فهم أهل إيمانٍ قويٍ، ويقينٍ راسخٍ، وعزمٍ، وإيمان بأن الله تعالى هو المؤثر الحقيقي في الأشياء، فلا قيمة للأسباب إلا بالله، فالنار لم تحرق نبي الله إبراهيم. لكن الله تعالى أمرنا أن نأخذ بالأسباب. فليس كل الناس في التوكل واليقين سواء. فمريم رزقها الله من غير سعي. ويدل الحديث على: أن لهؤلاء رتبة خاصة، حاصلة بالصبر، والعمل. لا بالتمني، ولا الكسل.

## من الأذكار المأثورة في التوكل
| عن البراء بن عازب قال: قال النبي صلى الله عليه وسلم: إذا أتيت مضجعك فتوضأ وضوءك للصلاة، ثم اضطجع على شقك الأيمن، ثم قل: اللهم أسلمت نفسي إليك، وفوضت أمري إليك، وألجأت ظهري إليك، رغبة ورهبة إليك، لا ملجأ ولا منجا منك إلا إليك، اللهم آمنت بكتابك الذي أنزلت، ونبيك الذي أرسلت، فإن مِتّ من ليلتك فأنت على الفطرة، واجعلهن آخر ما تتكلم به. قال: فرددتهن على النبي صلى الله عليه وسلم فلما بلغت (اللهم آمنت بكتابك الذي أنزلت) قلت: (ورسولك). قال: لا - ونبيك الذي أرسلت. |
| —فتح الباري شرح صحيح البخاري |

| عن أنس بن مالك قال: قال رسول الله صلى الله عليه وسلم: (من قال بسم الله توكلت على الله، ولا حول ولا قوة إلا بالله، فيقال له حينئذ كفيت، ووقيت، وتنحى عنه الشيطان). |
| —دعاء الخروج من المنزل |

## أهمية الأخذ بالأسباب
السبب: (ما يتوصل به إلى غيره)، وقد ربط الله تعالى الأشياء بأسبابها، فالوالدان سبب في وجود الابن، والسعي سبب للرزق، وهذا لا ينافي ما ورد من نصوص القرآن، والحديث الدالة على أن الله تعالى هو المتصرف في الكون، وأن كل الأمور متعلقةٌ بمشيئته وإذنه وقضائه وقدره، فهو موجد الأشياء من العدم، والقادر على خلقها من غير سبب، ولا قدرة للمخلوق على أي شيءٍ إلا بالله، وقد ميز الله الإنسان بالعقل، ومنحه اختيارًا وقدرةً محدودتين لإمكان عمارة الحياة، والعمل بما كُـلِّف به وخُـلِق لأجله، وقد أمرنا الله تعالى أن نأخذ بالأسباب معتمدين عليه في كل الأمور، وما شاء الله كان وما لم يشأ لم يكن، فالإنسان مأمورٌ بطلب العلم والرزق، والسعي والحركة، وغير ذلك، والعمل قدر الإمكان، بما يعود بالنفع عليه وعلى المجتمع وعلى الإنسانية جمعاء، ومهما عمل واجتهد فلن ينال إلا ما كتبه الله له، كما أنه لا حول له ولا قوة إلا بالله.
| قال الله تعالى: ﴿هُوَ الَّذِي جَعَلَ لَكُمُ الْأَرْضَ ذَلُولًا فَامْشُوا فِي مَنَاكِبِهَا وَكُلُوا مِنْ رِزْقِهِ وَإِلَيْهِ النُّشُورُ ۝١٥﴾ [الملك:15] بمعنى: سخرها، وذللها لكم، فامشوا واعملوا وكلوا من رزق الله. انظر تفسير السعدي. وقال الله تعالى: ﴿قُلْ لَنْ يُصِيبَنَا إِلَّا مَا كَتَبَ اللَّهُ لَنَا هُوَ مَوْلَانَا وَعَلَى اللَّهِ فَلْيَتَوَكَّلِ الْمُؤْمِنُونَ ۝٥١﴾ [التوبة:51] انظر تفسير ابن كثير. وقد علمنا رسول الله صلى الله عليه وسلم الأخذ بالأسباب، وأمر أمته بالتداوي، فعن أبي هريرة رضي الله عنه عن النبي صلى الله عليه وسلم قال: 《ما أنزل الله داء إلا أنزل له شفاء》 رواه البخاري |
| — |

## السعي والعمل
قد يظن البعض أن معنى التوكل ترك الجهد والعمل والاكتفاء فقط بالدعاء للخالق، وهذا ظن خاطئ، فإنما يظهر تأثير التوكل في حركة العبد وسعيه إلى مقاصده، وسعيه إما أن يكون لجلب مصلحةٍ أو دفع ضررٍ، وفي كل الأحوال، على العبد أن يسعى، ويبذل ما يستطيع، ويعقد نيته -وهو في سعيه- متوكلًا على ربه.

## آيات قرآنية في التوكل
رَّبُّ الْمَشْرِقِ وَالْمَغْرِبِ لَا إِلَٰهَ إِلَّا هُوَ فَاتَّخِذْهُ وَكِيلًا. (المزمل - 9)
قَالَ رَجُلانِ مِنَ الَّذِينَ يَخَافُونَ أَنْعَمَ اللَّهُ عَلَيْهِمَا ادْخُلُواْ عَلَيْهِمُ الْبَابَ فَإِذَا دَخَلْتُمُوهُ فَإِنَّكُمْ غَالِبُونَ وَعَلَى اللَّهِ فَتَوَكَّلُواْ إِن كُنتُم مُّؤْمِنِينَ (المائدة - 23)

فَمَا أُوتِيتُم مِّن شَيْءٍ فَمَتَاعُ الْحَيَاةِ الدُّنْيَا ۖ وَمَا عِندَ اللَّهِ خَيْرٌ وَأَبْقَىٰ لِلَّذِينَ آمَنُوا وَعَلَىٰ رَبِّهِمْ يَتَوَكَّلُونَ (الشورى - 36) 
| *ورد في سورة الفاتحة ﴿إِيَّاكَ نَعْبُدُ وَإِيَّاكَ نَسْتَعِينُ ۝٥﴾ - ورد في سورة آل عمران ﴿فَبِمَا رَحْمَةٍ مِنَ اللَّهِ لِنْتَ لَهُمْ وَلَوْ كُنْتَ فَظًّا غَلِيظَ الْقَلْبِ لَانْفَضُّوا مِنْ حَوْلِكَ فَاعْفُ عَنْهُمْ وَاسْتَغْفِرْ لَهُمْ وَشَاوِرْهُمْ فِي الْأَمْرِ فَإِذَا عَزَمْتَ فَتَوَكَّلْ عَلَى اللَّهِ إِنَّ اللَّهَ يُحِبُّ الْمُتَوَكِّلِينَ ۝١٥٩﴾ - ورد في سورة آل عمران ﴿إِنْ يَنْصُرْكُمُ اللَّهُ فَلَا غَالِبَ لَكُمْ وَإِنْ يَخْذُلْكُمْ فَمَنْ ذَا الَّذِي يَنْصُرُكُمْ مِنْ بَعْدِهِ وَعَلَى اللَّهِ فَلْيَتَوَكَّلِ الْمُؤْمِنُونَ ۝١٦٠﴾ - ورد في سورة آل عمران ﴿الَّذِينَ قَالَ لَهُمُ النَّاسُ إِنَّ النَّاسَ قَدْ جَمَعُوا لَكُمْ فَاخْشَوْهُمْ فَزَادَهُمْ إِيمَانًا وَقَالُوا حَسْبُنَا اللَّهُ وَنِعْمَ الْوَكِيلُ ۝١٧٣﴾﴿فَانْقَلَبُوا بِنِعْمَةٍ مِنَ اللَّهِ وَفَضْلٍ لَمْ يَمْسَسْهُمْ سُوءٌ وَاتَّبَعُوا رِضْوَانَ اللَّهِ وَاللَّهُ ذُو فَضْلٍ عَظِيمٍ ۝١٧٤﴾ [آل عمران:174] - ورد في سورة المائدة ﴿قَالَ رَجُلَانِ مِنَ الَّذِينَ يَخَافُونَ أَنْعَمَ اللَّهُ عَلَيْهِمَا ادْخُلُوا عَلَيْهِمُ الْبَابَ فَإِذَا دَخَلْتُمُوهُ فَإِنَّكُمْ غَالِبُونَ وَعَلَى اللَّهِ فَتَوَكَّلُوا إِنْ كُنْتُمْ مُؤْمِنِينَ ۝٢٣﴾ - ورد في سورة التوبة ﴿إِلَّا تَنْصُرُوهُ فَقَدْ نَصَرَهُ اللَّهُ إِذْ أَخْرَجَهُ الَّذِينَ كَفَرُوا ثَانِيَ اثْنَيْنِ إِذْ هُمَا فِي الْغَارِ إِذْ يَقُولُ لِصَاحِبِهِ لَا تَحْزَنْ إِنَّ اللَّهَ مَعَنَا فَأَنْزَلَ اللَّهُ سَكِينَتَهُ عَلَيْهِ وَأَيَّدَهُ بِجُنُودٍ لَمْ تَرَوْهَا وَجَعَلَ كَلِمَةَ الَّذِينَ كَفَرُوا السُّفْلَى وَكَلِمَةُ اللَّهِ هِيَ الْعُلْيَا وَاللَّهُ عَزِيزٌ حَكِيمٌ ۝٤٠﴾ - ورد في سورة الأنفال ﴿إِنَّمَا الْمُؤْمِنُونَ الَّذِينَ إِذَا ذُكِرَ اللَّهُ وَجِلَتْ قُلُوبُهُمْ وَإِذَا تُلِيَتْ عَلَيْهِمْ آيَاتُهُ زَادَتْهُمْ إِيمَانًا وَعَلَى رَبِّهِمْ يَتَوَكَّلُونَ ۝٢﴾ - ورد في سورة الفرقان ﴿وَتَوَكَّلْ عَلَى الْحَيِّ الَّذِي لَا يَمُوتُ وَسَبِّحْ بِحَمْدِهِ وَكَفَى بِهِ بِذُنُوبِ عِبَادِهِ خَبِيرًا ۝٥٨﴾ - قال الله تعالى: ﴿فَإِذَا بَلَغْنَ أَجَلَهُنَّ فَأَمْسِكُوهُنَّ بِمَعْرُوفٍ أَوْ فَارِقُوهُنَّ بِمَعْرُوفٍ وَأَشْهِدُوا ذَوَيْ عَدْلٍ مِنْكُمْ وَأَقِيمُوا الشَّهَادَةَ لِلَّهِ ذَلِكُمْ يُوعَظُ بِهِ مَنْ كَانَ يُؤْمِنُ بِاللَّهِ وَالْيَوْمِ الْآخِرِ وَمَنْ يَتَّقِ اللَّهَ يَجْعَلْ لَهُ مَخْرَجًا ۝٢ وَيَرْزُقْهُ مِنْ حَيْثُ لَا يَحْتَسِبُ وَمَنْ يَتَوَكَّلْ عَلَى اللَّهِ فَهُوَ حَسْبُهُ إِنَّ اللَّهَ بَالِغُ أَمْرِهِ قَدْ جَعَلَ اللَّهُ لِكُلِّ شَيْءٍ قَدْرًا ۝٣﴾ [الطلاق:2–3] |
| — |

## قول (حسبنا الله ونعم الوكيل)
الحسبلة: وهي قول حسبنا الله ونعم الوكيل، وهي: عبادة قولية ورد تفسير القرطبي أن نبي الله إبراهيم قالها حين ألقي به في النار.
| توكل | ورد في سورة آل عمران ﴿الَّذِينَ قَالَ لَهُمُ النَّاسُ إِنَّ النَّاسَ قَدْ جَمَعُوا لَكُمْ فَاخْشَوْهُمْ فَزَادَهُمْ إِيمَانًا وَقَالُوا حَسْبُنَا اللَّهُ وَنِعْمَ الْوَكِيلُ ۝١٧٣﴾ | توكل |

تفسير الطبري آل عمران آية:174.